# Aff
Pour les articles homonymes, voir Aff.
L'Aff [af] est une rivière française. Elle prend sa source dans la forêt de Paimpont, en Ille-et-Vilaine, qu'elle borde au sud. Elle passe entre Quelneuc et Bruc-sur-Aff, puis La Gacilly et Sixt-sur-Aff, délimitant naturellement le Morbihan et l'Ille-et-Vilaine. L'Aff se jette dans l'Oust à Glénac après 66,8 km. Ses affluents principaux sont l'Oyon et le Rahun.
Dans les années 1980, un projet de barrage au sud de Paimpont pour alimenter la région de Rennes a été refusé par la population locale.

## Communes traversées
Paimpont, Campénéac, Beignon, Plélan-le-Grand, Saint-Malo-de-Beignon, Guer, Loutehel, Maure-de-Bretagne, Les Brulais, Comblessac, Quelneuc, Bruc-sur-Aff, Sixt-sur-Aff, Carentoir, La Chapelle-Gaceline, La Gacilly, Cournon, Glénac, Bains-sur-Oust et Saint-Vincent-sur-Oust.

## Étymologie
On trouve une graphie Aeff vers l'an 1000.
L'Office de la langue bretonne a collecté les formes suivantes :
- 866 : Aua ;
- 992-1008 : Auus ;
- 992-1008 : Af.

L'OLB explique son étymologie par la racine celtique *aba qui désigne un cours d'eau qui a évolué en ava en vieux-breton comme l'atteste le cartulaire de Redon en 866 (avec adoucissement du b en v) ; par la suite, la voyelle finale est tombée.

La même racine se retrouve également :
- en Bretagne : Aven, Pont-Aven, Aulne (originellement en breton : Avon > Aon), ... ;
- en Grande-Bretagne et là où le gaulois a été parlé : avon.

## Navigation
L'Aff est navigable depuis l'Oust jusqu'au pont de La Gacilly sur 9 km.

## Hydrologie
Une station hydrologique est implantée à Quelneuc.

## Qualité de l'eau
Le suivi de la qualité physico-chimique d'Aff se fait grâce à des points de prélèvement sur les communes de Paimpont, de Guer, de Quelneuc et de Bains-sur-Oust (d'amont en aval), qui donnent les résultats suivants :
| Nitrates                                   | 2010 | 2011 | 2012 |
| ------------------------------------------ | ---- | ---- | ---- |
| Concentration du paramètre (percentile 90) | 10,5 | 3,2  | 3,7  |
| Classe SEQ-Eau                             |      |      |      |

| Nitrates                                   | 2010 | 2011 | 2012 |
| ------------------------------------------ | ---- | ---- | ---- |
| Concentration du paramètre (percentile 90) | 22   | 18   | 23   |
| Classe SEQ-Eau                             |      |      |      |

| Nitrates                                   | 2010 | 2011 | 2012 |
| ------------------------------------------ | ---- | ---- | ---- |
| Concentration du paramètre (percentile 90) | 26,8 | 23,5 | 33,6 |
| Classe SEQ-Eau                             |      |      |      |

| Nitrates                                   | 2010 | 2011 | 2012 |
| ------------------------------------------ | ---- | ---- | ---- |
| Concentration du paramètre (percentile 90) | 33   | 33   | 34   |
| Classe SEQ-Eau                             |      |      |      |